# Marienkapelle Waibstadt

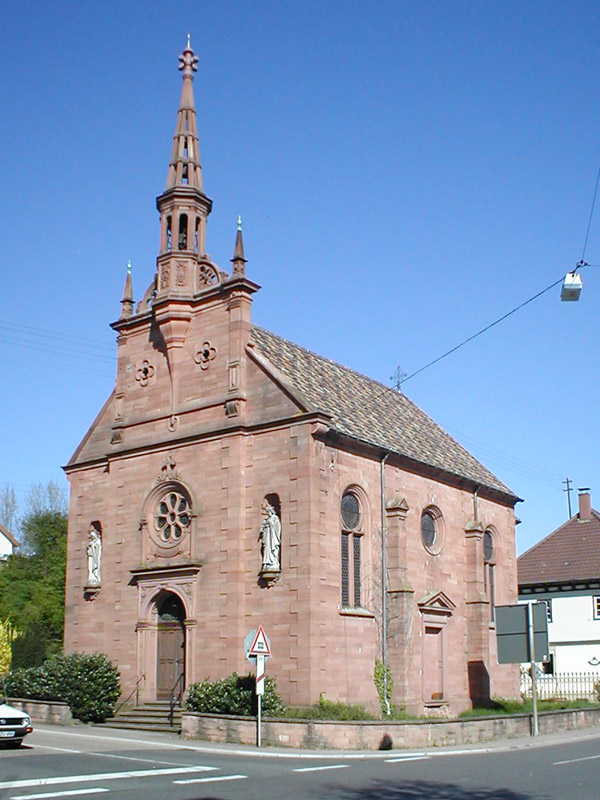
Marienkapelle

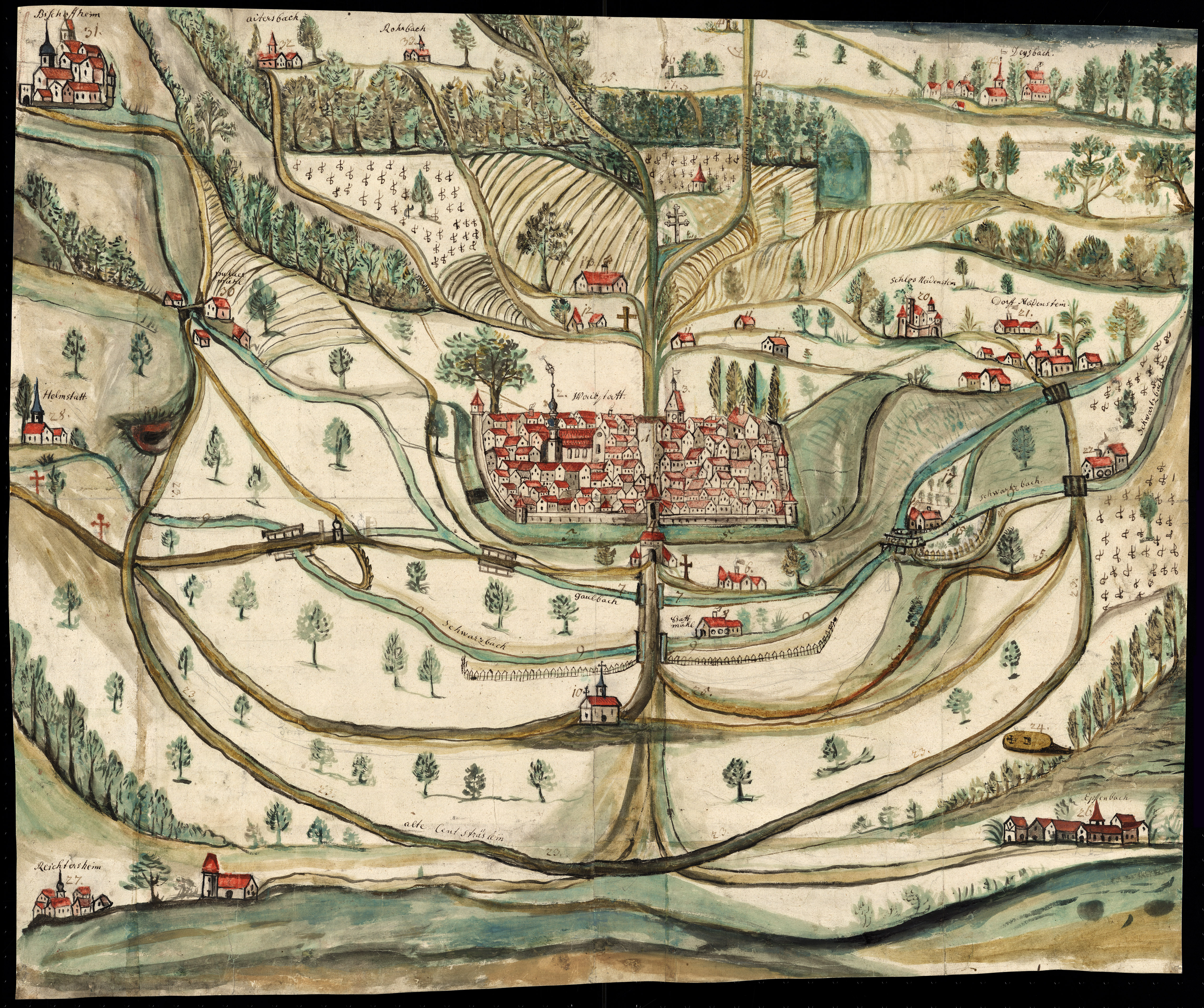

Die Marienkapelle in Waibstadt ist ein römisch-katholischer Kirchenbau aus dem 19. Jahrhundert in Richtung Epfenbach. Sie ist dem Patrozinium Marias, der Rosenkranzkönigin unterstellt. Bereits im 15. Jahrhundert stand auf dem Grund des heutigen Baus eine Kapelle, die dem Patrozinium Mariens unterstellt war. 

## Geschichte
Das Wormser Synodale von 1496, veranlasst vom Wormser Bischof Johann XX. von Dalberg, beschreibt die pfarrlichen Verhältnisse in Waibstadt. Auch die „Kapelle der Seligen Jungfrau Maria außerhalb der Stadtmauer in Richtung Epfenbach“ wird als Besitzung genannt. Es gibt Belege dafür, dass die Rosenkranzbruderschaft für die Instandhaltung der Kapelle verantwortlich war.
Im Zeitraum 1609–1615 diente die Kapelle außerhalb der Stadt als Gottesdienstraum und Zufluchtsort der römisch-katholischen gebliebenen Bevölkerung in Waibstadt. Grund dafür war die Besatzung der kurpfälzischen Kurfürsten, die calvinistisch geworden waren. Während der Zeit der Reformation war eine deutliche Mehrheit der Waibstädter Bevölkerung römisch-katholisch geblieben.
Eine Zwangsreformation blieb erfolglos. Als Reaktion der Kurfürsten wurde ein calvinistischer Pastor in Waibstadt eingesetzt. Aus Trotz dagegen wurde während der Zeit des Calvinismus in Waibstadt kein einziges Neugeborenes getauft und kein einziger Bürger auf dem Stadtgebiet bestattet. 1615 gab die Kurpfalz die Stadt wieder dem Fürstbischof von Speyer heraus.
Der erste grafische Beleg der Kapelle stammt aus dem Jahr 1727. Zeugen davon bilden das erste Stadtbild von Waibstadt. Auf dem Bild ist deutlich die Marienkapelle außerhalb der Stadtmauer zu erkennen.

1917 mussten auf Anordnung des Kriegsministeriums die auf Johannes der Täufer geweihte Glocke, gegossen 1911 von Benjamin Grüninger und Söhne Villingen, vom Turm entfernt und für die Herstellung von Rüstungsgüter geopfert werden. Die zweite vorhandene Glocke wurde im Turm belassen. Die Johannesglocke trug die Inschrift:
„Johannes Baptista ora pro nobis“
Im Zuge des Zweiten Weltkrieges wurde auch die im Turm verbliebene Glocke entfernt und für die Produktion von Rüstungsgüter beschlagnahmt. Nach dem Zweiten Weltkrieg blieb sie verschollen. In den Nachkriegsjahren spendete ein Bürger aus Waibstadt 2,814 kg Glockenbronze, um ein vollständiges neues Vierergeläut für die Stadtpfarrkirche zu gießen. Dort wurden ebenfalls im Zuge des Krieges drei von vier Glocken entfernt. Man beschloss die kleine vom Krieg verschonte Glocke der Stadtpfarrkirche in den Kirchturm der Marienkapelle zu hängen.

## Kirchenbau

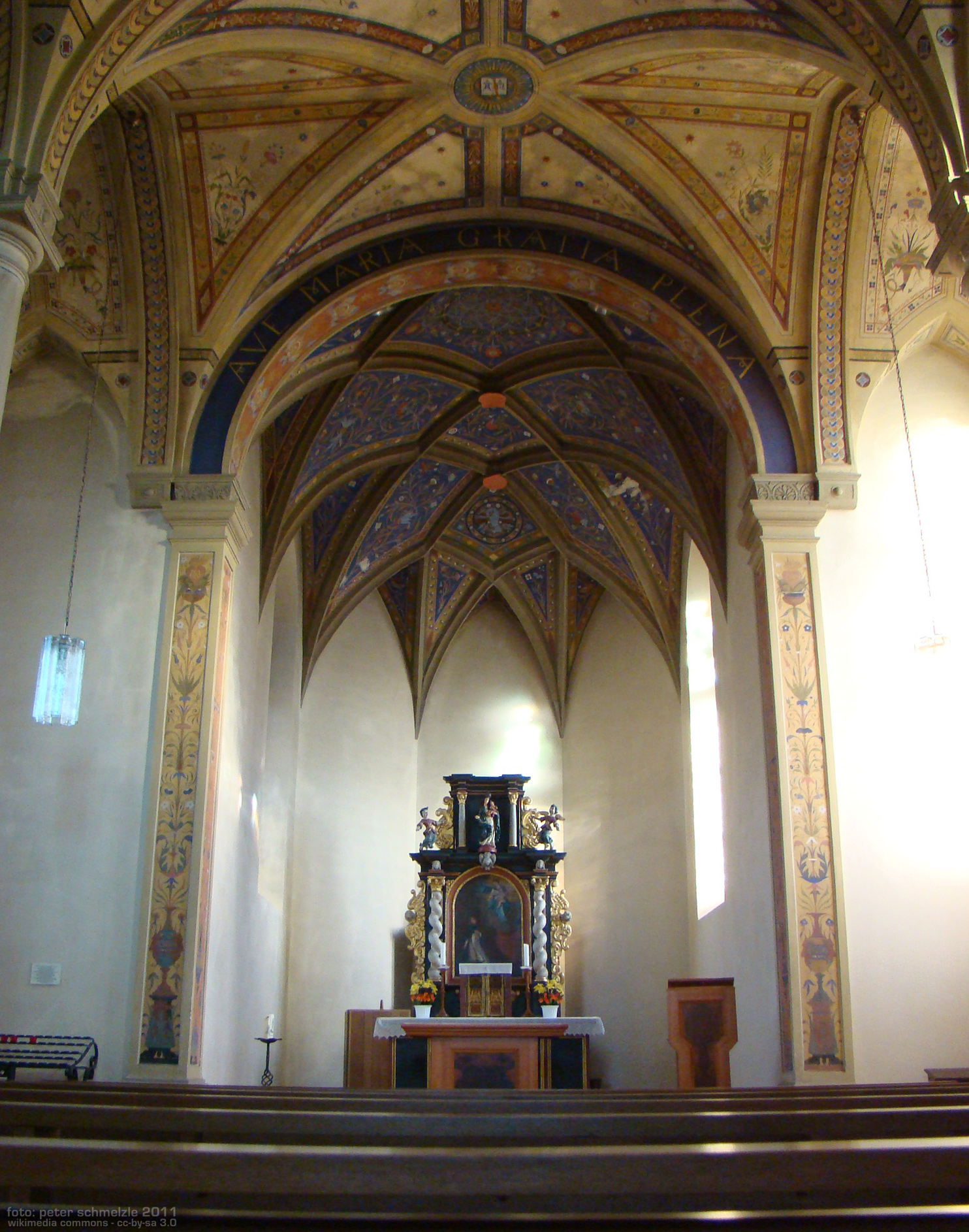
Blick Richtung Altarraum

Die jetzige schlichte und dreischiffige Kapelle, mit einem von vier Rundsäulen getragenen Kreuzrippengewölbe im Schiff, wurde 1884 nach Plänen des Architekten Otto Ehrmann, aus für den vorderen Odenwald regionaltypischem rotem Sandstein, erbaut.
Die Fensterbögen und Türstürze weisen neuromanische Stilformen auf. Der kleine Chorraum trägt mit seinem Netzgewölbe aus Sandstein gotische Stilelemente. In einem kleinen Dachreiter auf der westlichen Giebelfront hängt eine kleine Glocke.
1907 wurden die beiden Statuen an der Fassade, die Darstellung der Unbefleckten Empfängnis und des heiligen Josef, hinzugefügt; 2018 wurden sie umfangreich gereinigt und restauriert.

## Innenausstattung
Das Innere der Kapelle wurde recht üppig ausgemalt. Decken und Bögen zwischen den Säulen sowie der Triumphbogen und die Zwischenräume des Netzgewölbes wurden mit floralen, ornamentalen und marianischen Motiven geschmückt.
Ein „Sinsheimer Künstler J. Schmidt“ wird bei der Einweihung als einziger lobend erwähnt. Auf der Holzbalustrade der kleinen Empore sind in 16 Kassetten die Geheimnisse des Rosenkranzes und Maria als Rosenkranzkönigin dargestellt.
Der Altar dürfte frühbarock sein. Es ist nicht sicher, ob er aus einer früheren Kirche stammt oder von einem gebürtigen Waibstadter Kunstschreiner eigens gefertigt wurde. Seit den neunziger Jahren gibt es einen aus Birnenholz gearbeiteten Zelebrationsaltar und einen Ambo.
Die Künstlerin Marie Ellenrieder sollte für die römisch-katholische Stadtpfarrkirche ein „7 Schuh hohes und 4 ½ breites“ Marienbild anfertigen. Das Gemälde blieb jedoch unvollendet, da Marie Ellenrieder vor der Fertigstellung 1863 verstarb. Es gilt als eines ihrer letzten Werke. In der Marienkapelle erinnert eine kleine Replik an das unvollendete Kunstwerk. Das Originalgemälde mit dem Titel Maria mit dem Jesuskind befindet sich in der städtischen Wesenberg-Galerie Konstanz.

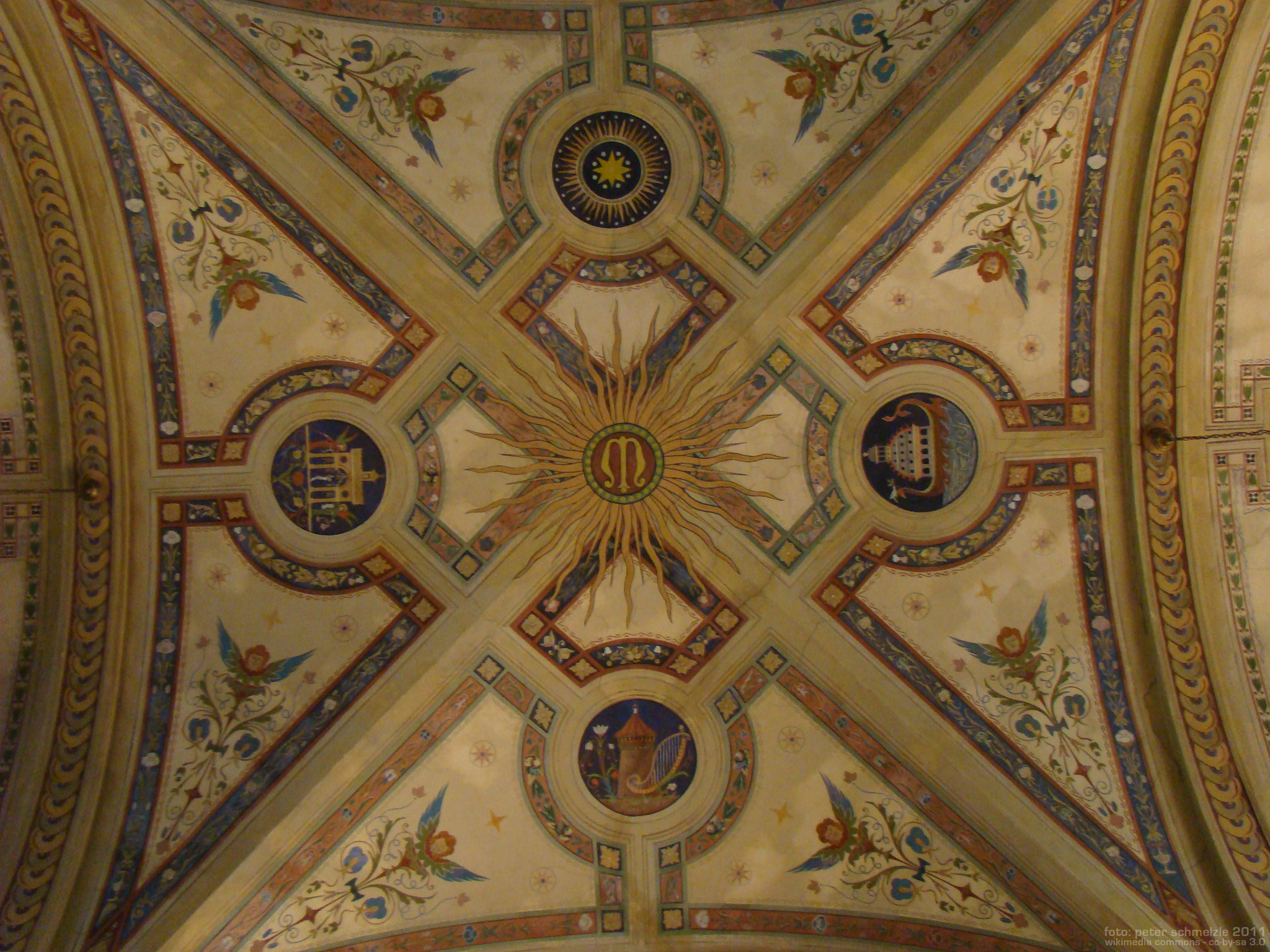
Deckengemälde
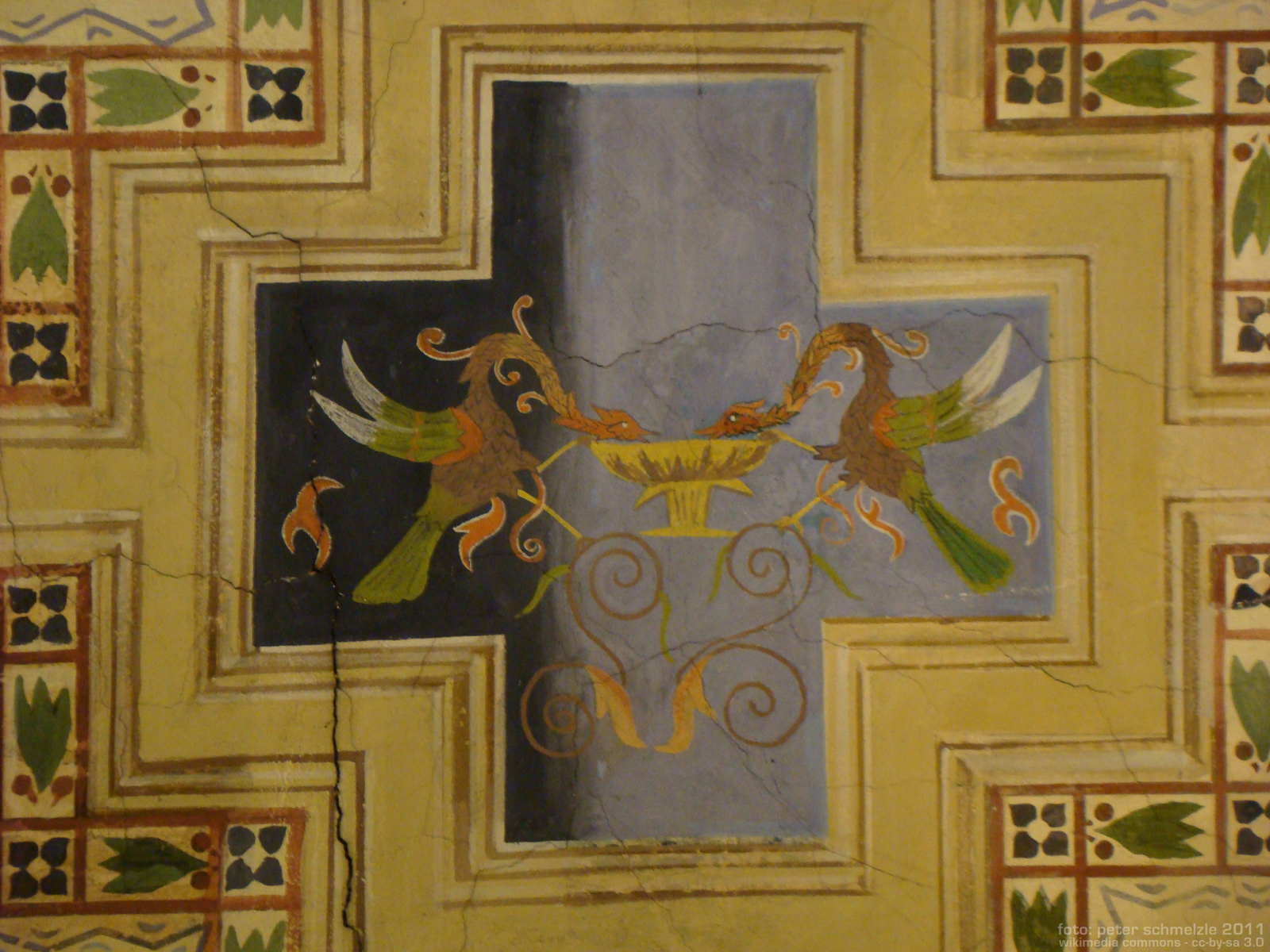
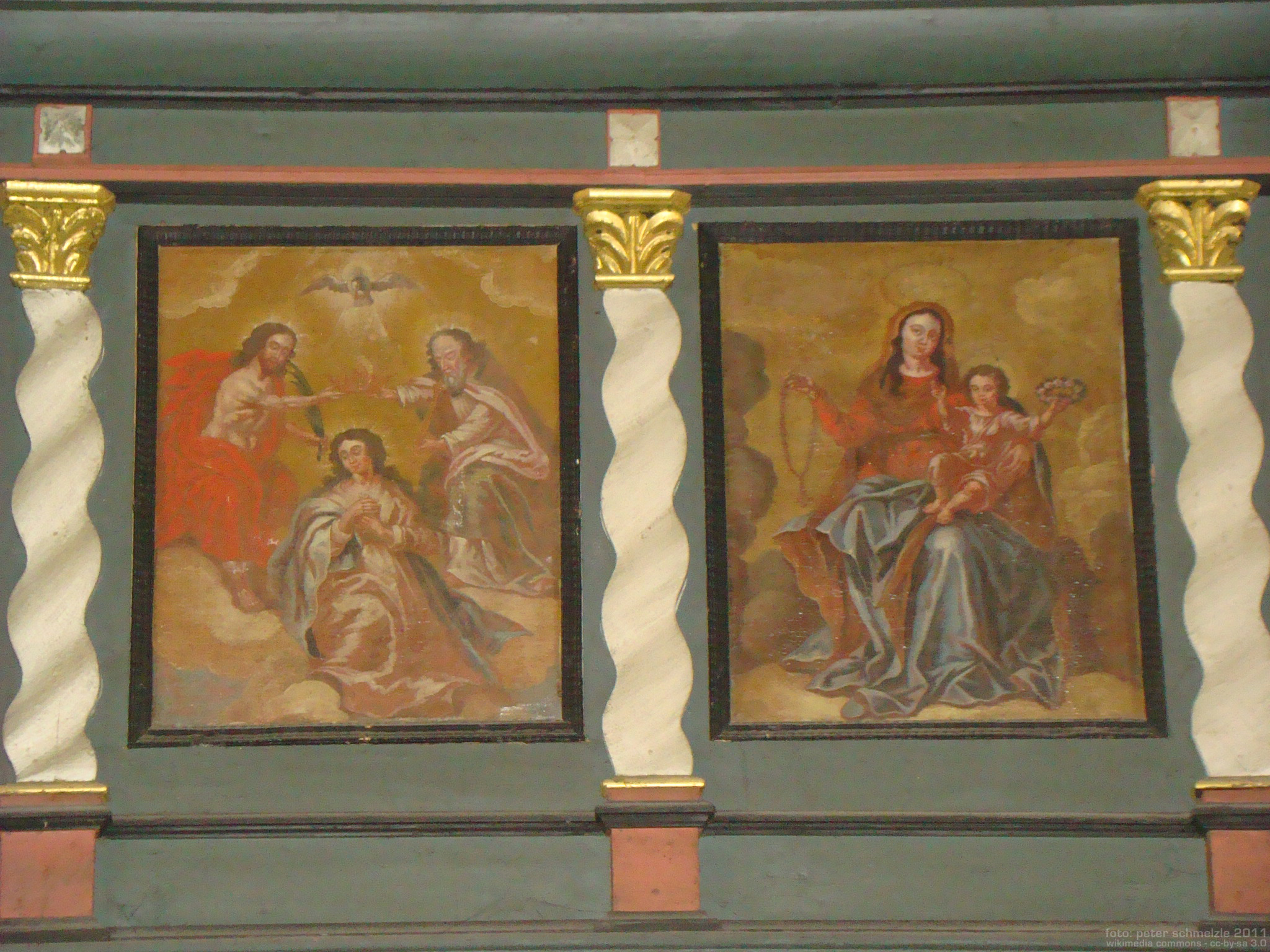
Gemälde an der Empore
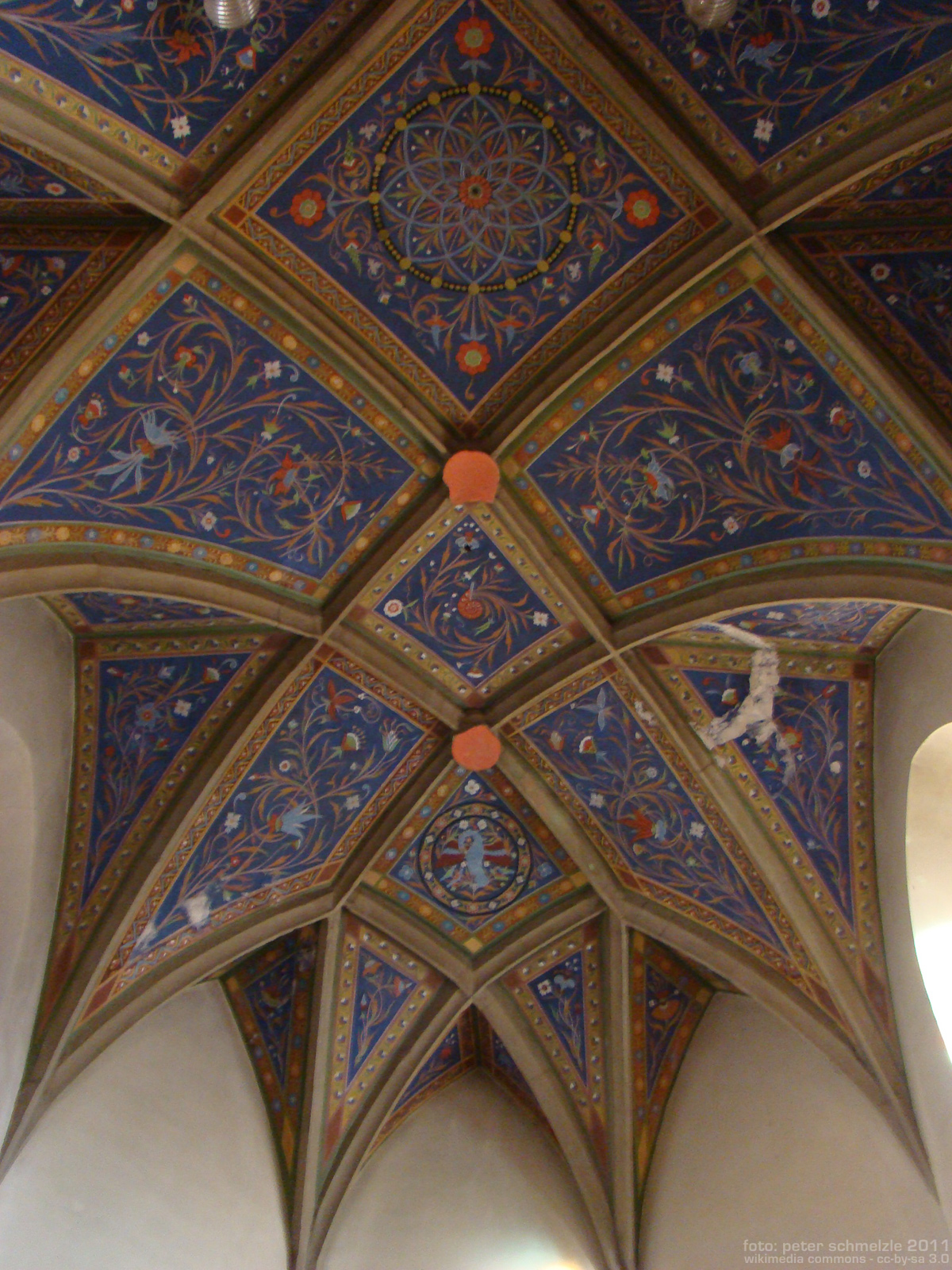
Kreuzrippengewölbe
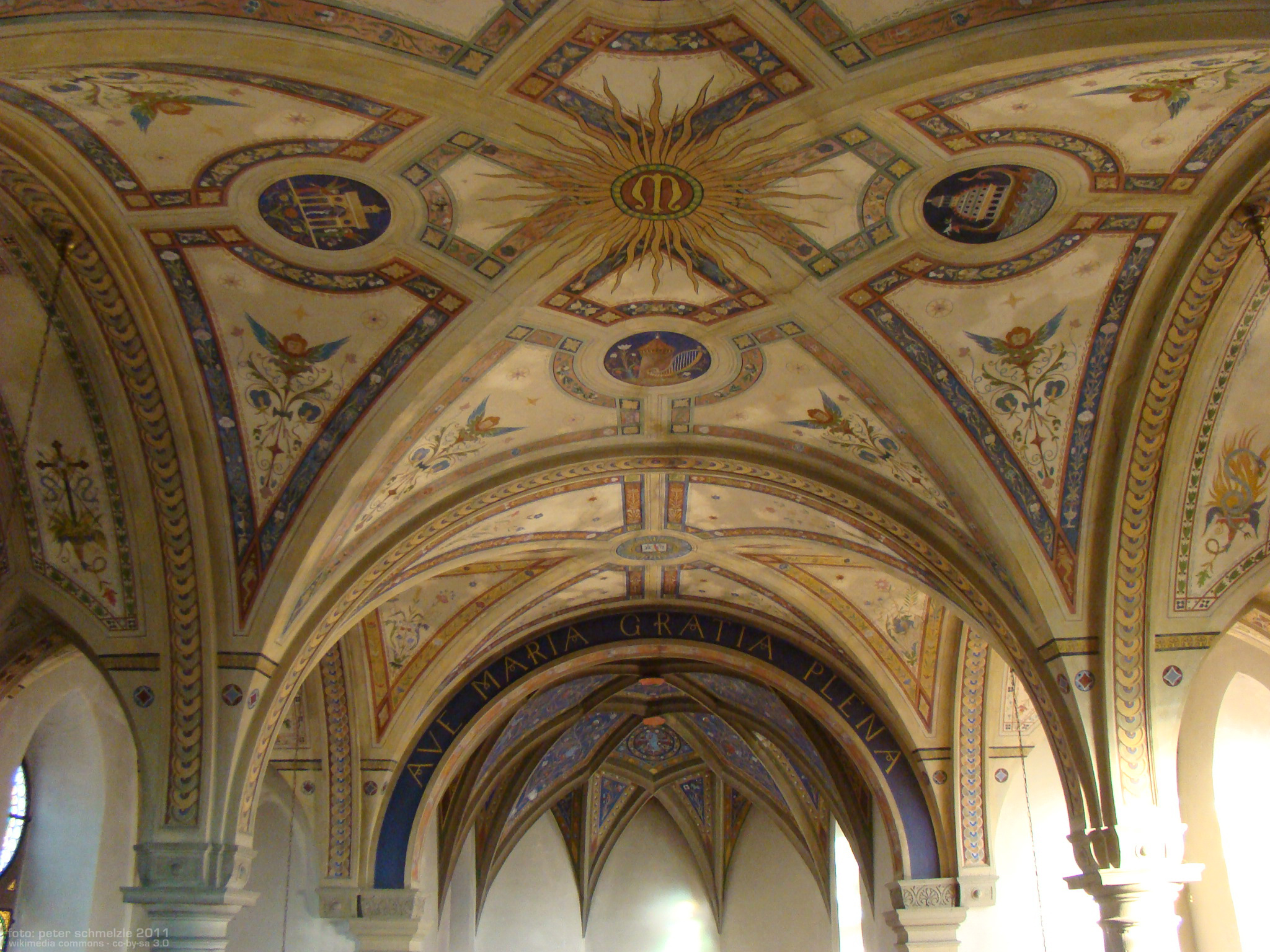
Gesamtsicht Deckenbemalungen
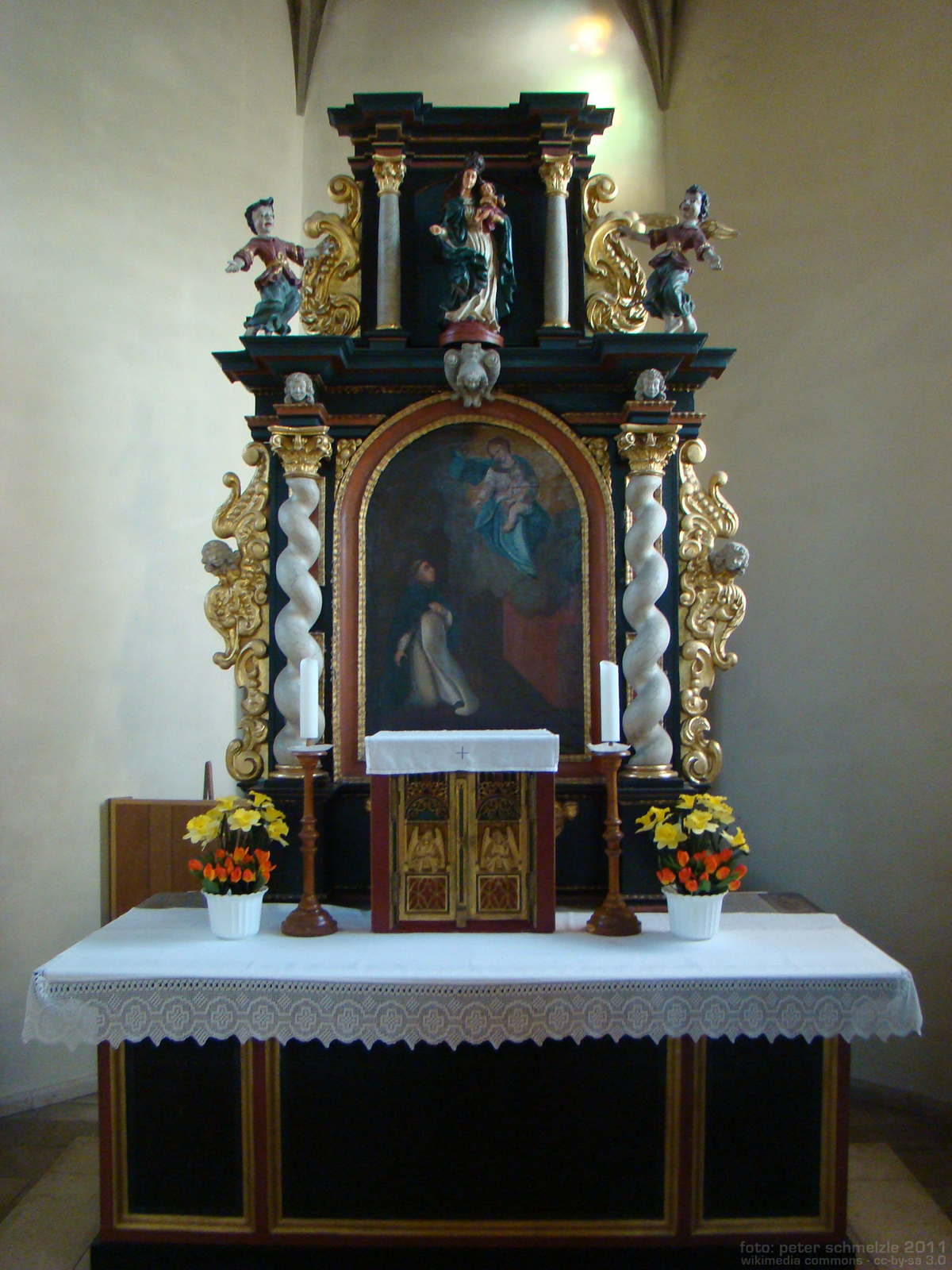
Hochaltar
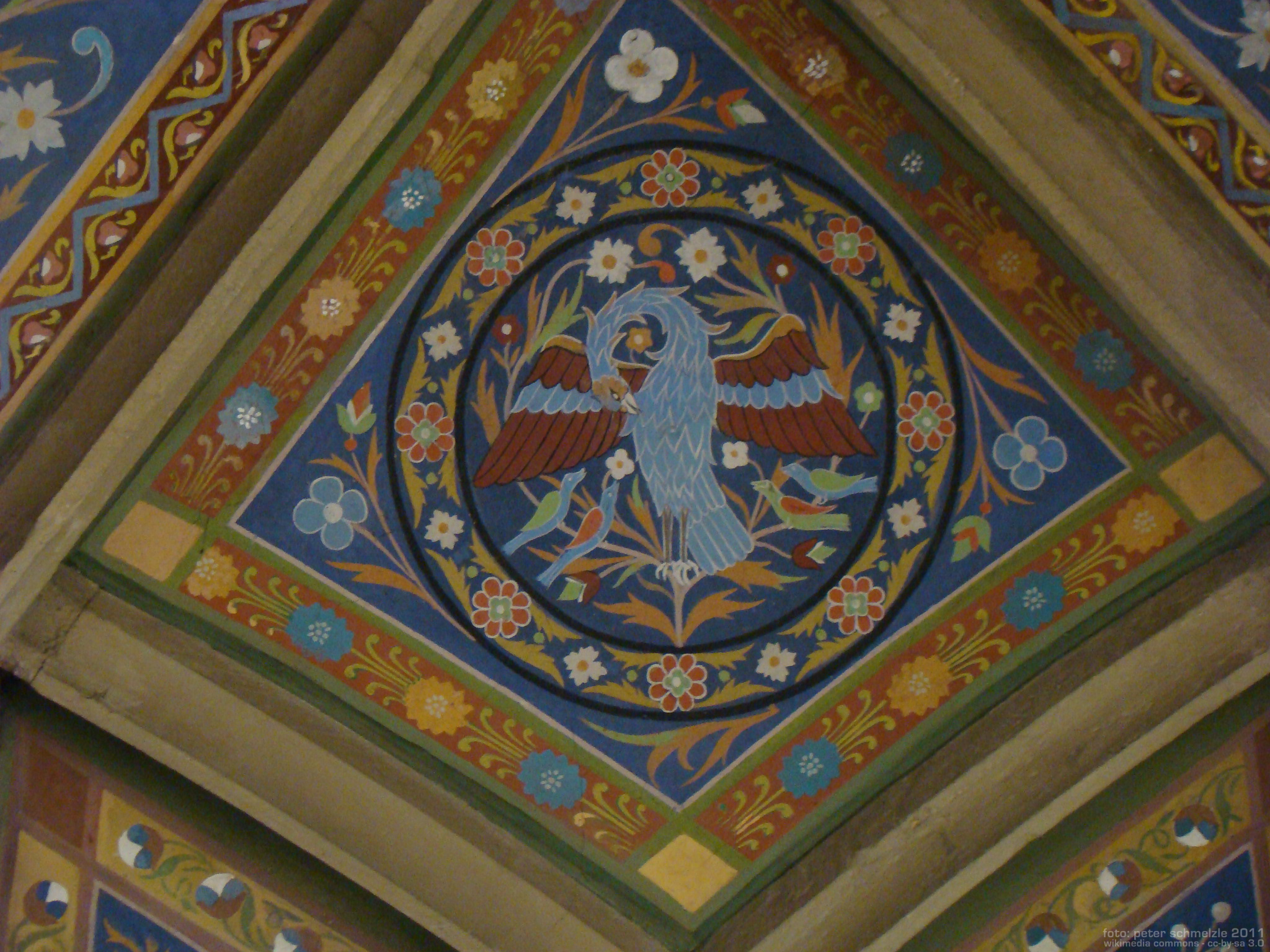
Deckenbemalung